# 첫경험 (1970년 영화)
"첫경험"은 1970년 공개된 대한민국의 영화이다.

## 배역
- 남궁원
- 윤정희
- 김지미

## 수상
- 1971년 제7회 백상예술대상
  - 영화부문 신인상 - 황혜미
- 1971년 제14회 부일영화상
  - 여우주연상 - 윤정희